# Парламентські вибори в Італії 2018
Італійські загальні (парламентські) вибори пройшли у неділю 4 березня 2018 року після розпуску італійського парламенту президентом Серджо Маттареллою 28 грудня 2017 року.
Виборці обрали 630 членів палати депутатів та 315 членів Сенату Республіки у 18-й законодавчий орган Республіки в Італії, починаючи з 1948 року.
Виборчі дільниці, як і зазвичай, працювали з 7:00 ранку і до 23:00 за місцевим часом. Взяти участь у голосуванні могли близько 51 мільйона виборців в Італії та за кордоном. Вибори пройшли одночасно з регіональними виборами в Ломбардії та Лаціо.

## Фон
На загальних виборах 2013 року жодна з трьох основних партій — в центрі-праворуч, очолюваній Сильвіо Берлусконі, у центрі-зліва, очолюваній П'єром Луїджі Берсані та Рух п'яти зірок (M5S) на чолі з Беппе Грілло — не отримала абсолютної більшості у парламенті. Після невдалої спроби сформувати уряд Берсані, а потім-секретар Демократичної партії (PD) Джорджо Наполітано був обраний на посадупрезидента. 
Енріко Летта, заступник Берсані, отримав завдання сформувати великий коаліційний уряд. Його «кабмін» складався з PD, Народу свободи Берлусконі (PdL), Громадянського вибору (SC), Союз центру (UdC) та інших.
16 листопада 2013 року Берлусконі оголосив про діяльність нової партії «Вперед Італія» (FI), названої на честь вже неіснуючої партії Форца Італія (1994—2009). Крім того, Берлусконі оголосив, що FI буде протистояти уряду Летта, провокуючи вихід від PdL/FI великої групи депутатів і сенаторів на чолі з міністром внутрішніх справ Анджеліно Альфано, який створив нову альтернативну партію Новий правий центр (NCD) та залишився вірним уряду.
Після обрання Маттео Ренці секретарем PD у грудні 2013 року, спостерігалася постійна напруга, яка завершилася відставкою Летти з посади прем'єр-міністра у лютому 2014 р. Згодом М. Ренці сформував новий уряд на основі коаліції (включаючи NCD). Новий прем'єр-міністр мав сильний мандат від своєї партії і був підкріплений впливовим результатом PD's на виборах до Європейського парламенту 2014 року та обрання від демократичної партії Серджо Маттарелла, Президентом Італії в 2015 році. Під час повноважень Рензі здійснив кілька реформ, включаючи новий виборчий закон (який згодом буде оголошений Конституційним судом частково неконституційним), адаптацію закону про працю та зайнятість (відомий як Закон про робочі місця) з метою посилення економічного зростання, докорінну реформу державного управління, спрощення цивільного судочинства, визнання одностатевих шлюбів і скасування низки дрібних податків.
В результаті Другої громадянської війни у Лівії, найважливішою проблемою, з якою стикнувся Ренці, був високий рівень нелегальної імміграції в Італію. Під час його перебування в країні зросла кількість іммігрантів, яких було врятовано на морі в південних італійських портах, що викликало критику з боку M5S, FI та Lega Nord (LN), що призвело до втрати популярності Ренці. Проте в опитуваннях громадської думки за 2016 рік зареєстрована зростання популярності PD, а також зростання M5S, LN і партії Брати Італії (FdI), а падіння підтримки FI, віртуального зникнення SC і об'єднання Ліві Екологія Свобода (SEL) з італійською Ліворуч (SI).

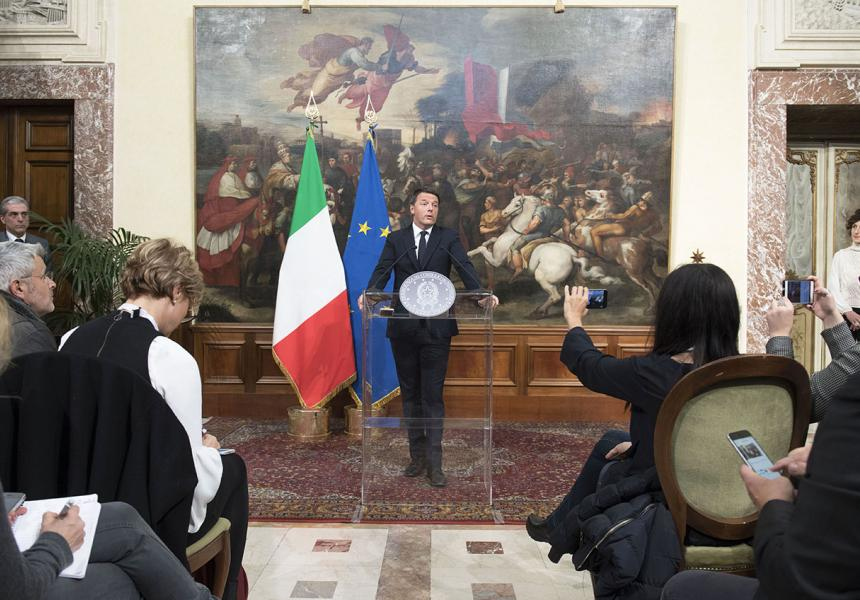
Маттео Ренці заявляє про свою відставку після оголошення результатів референдуму

У грудні 2016 року конституційна реформа, запропонована урядом Ренці та належним чином затверджена парламентом, була відхилена на Конституційному референдумі (59 % «проти» та 41 % — «за»). За цією реформою, Сенат мав складатися з 100 членів: 95 регіональних представників і 5 президентських призначенців. Після такої поразки, Ренці пішов у відставку з поста прем'єр-міністра і був замінений на свого міністра закордонних справ демократа Паоло Джентілоні..
У травні 2017 Маттео Сальвіні був переобраний Федеральним секретарем LN і запустив власну заявку. В ній партія підтримала Євроскептицизм, протидію імміграції та інші принципи популістської політики. Насправді метою Сальвіні стала спроба відновити партію як «національну» або навіть «Італійську націоналістичну партію», яка позбавиться будь-якого поняття Північного сепаратизму. Цей акцент став особливо помітний в грудні, коли LN представила свій новий виборчий логотип, без слова «Норд» (Nord).
У вересні 2017 року Луїджі Ді Майо був обраний кандидатом у прем'єр-міністри і «політичним головою» M5S, замість Грілло. Однак, у наступні місяці, популістський комік був звинувачений критиками у продовженні гри своєї ролі, тоді як де-факто лідером партії, хоч і неофіційно став Девід Казаледжо, син Дж'янбербе, веб стратег, який заснував M5S разом з Грілло у 2009 році і помер у 2016 році. У січні 2018 року, Грілло відокремив свій власний блог з руху; його блог був використаний у попередні роки Інтернет-сторінкою M5S і головним інструментом пропаганди. Цей факт був сприйнятий багатьма як доказ того, що Грілло повільно залишає політику..
28 грудня 2017 року Президент Серджо Маттарелла розпустив Парламент та призначив нові загальні вибори на 4 березня 2018 року.
21 лютого 2018 року міністр внутрішніх справ Італії Марко Мінтіті застеріг, що «є ризик того, що італійські мафії», яка активізується 4 березня загальних виборах в деяких районах". Передовсім сицилійська мафія останнім часом була активною у втручанні в італійські вибори, а організації Каморра та Ндрангета також проявляли інтерес.
Наприкінці лютого Берлусконі вказував на посаду президента Європейського парламенту, Антоніо Таяні, як кандидата на посаду прем'єр-міністра, якщо б правоцентристський правозахисник виграв загальні вибори в березні.

## Передвиборча кампанія

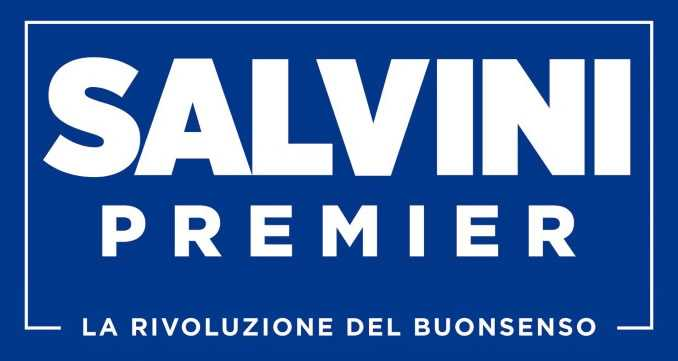
Плакат до передвиборчої кампанії 2018 року, що нагадують кампанію Дональда Трампа в 2016 році.

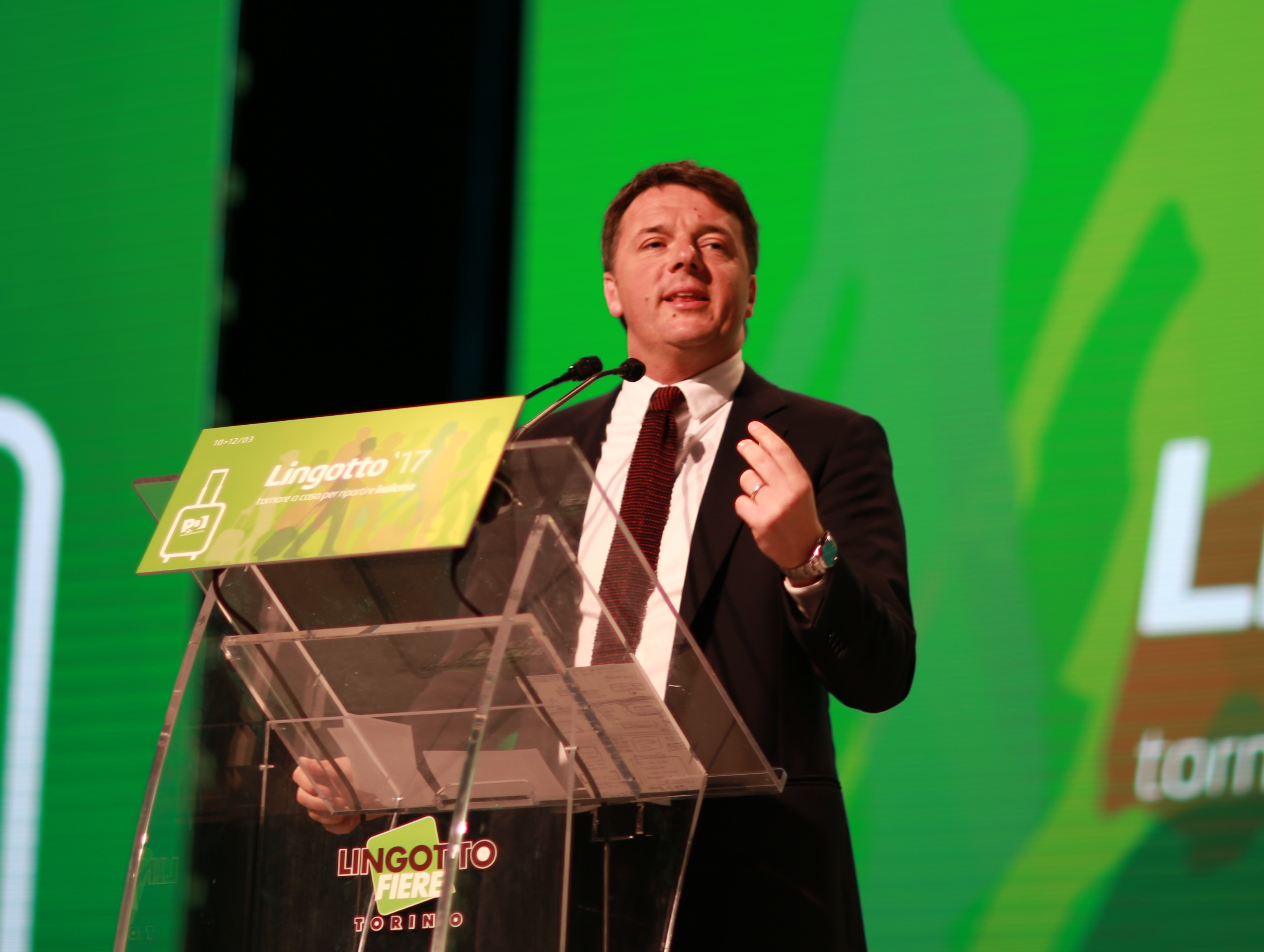
Ренці виступає на конгресі Лінготто

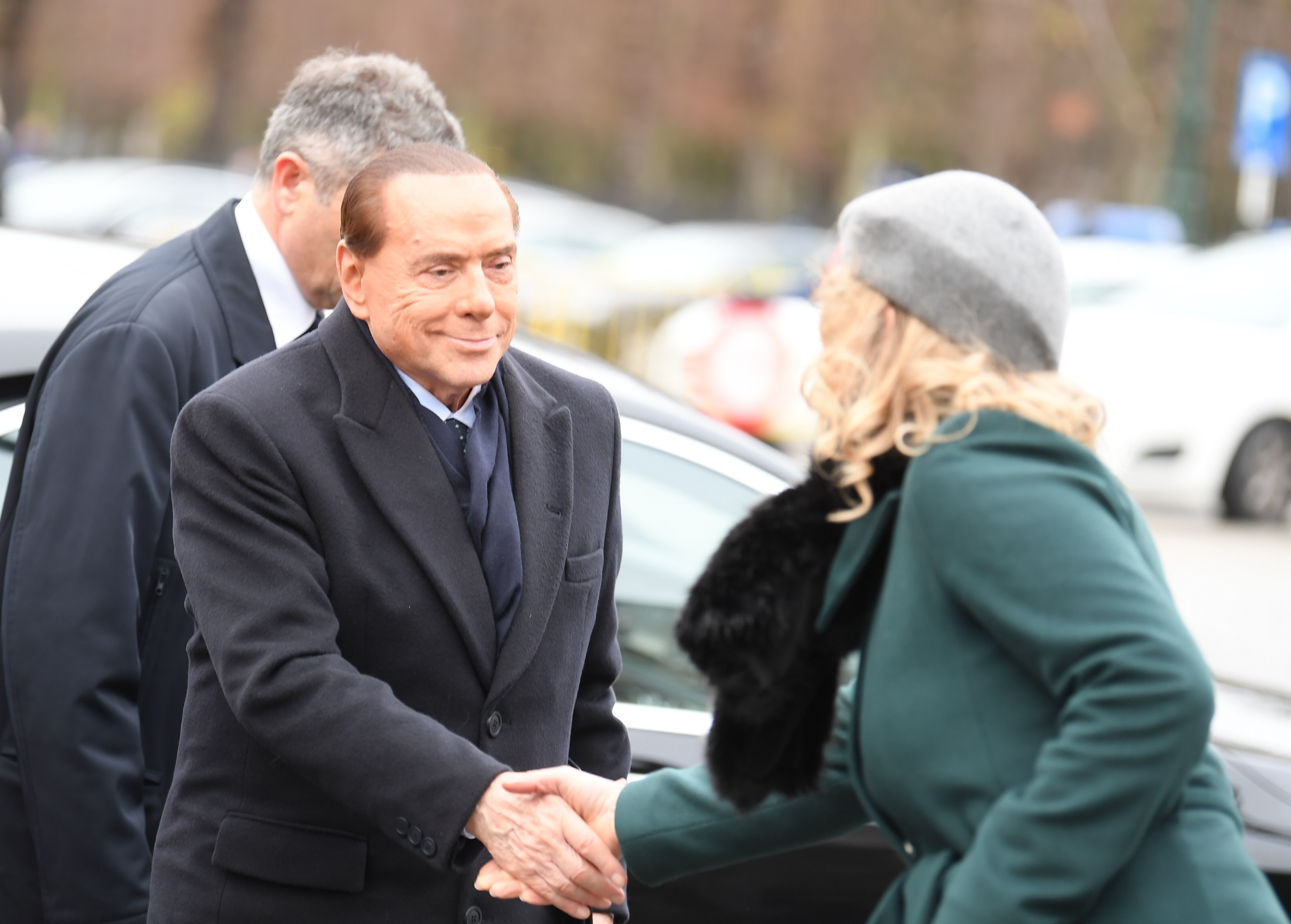
Берлусконі йде на саміт Європейської народної партії в грудні 2017 року

Перший етап виборчої кампанії ознаменувався заявою Президента Матарелли перед партіями щодо презентації «реалістичних та конкретних» пропозицій під час традиційного завершення року, в якому він також висловив бажання високої явки виборців під час голосування.

### Основні гасла партій
| Партія                                                   | Офіційне гасло (італійською)       | Український переклад                  | Посилання     |
| -------------------------------------------------------- | ---------------------------------- | ------------------------------------- | ------------- |
| Демократична партія (Італія)                             | Avanti, insieme                    | «Вперед, разом»                       | [ 33 ] [ 34 ] |
| Рух п'яти зірок                                          | Partecipa, Scegli, Cambia          | «Participate, Choose, Change»         | [ 35 ] [ 36 ] |
| Forza Italia                                             | Onestà, Esperienza, Saggezza       | «Чесність, досвід, мудрість»          | [ 37 ] [ 38 ] |
| Ліга Півночі                                             | Prima gli Italiani                 | «Італійці перші»                      | [ 39 ] [ 40 ] |
| Вільно і рівно (англ. Free and Equal)                    | Per i molti, non per i pochi       | «Для багатьох, не багатьох»           | [ 41 ] [ 42 ] |
| Брати Італії — Національний альянс                       | Il voto che unisce l'Italia        | «Голосування, яке об'єднує Італію»    | [ 43 ] [ 44 ] |
| Більше Європи                                            | Più Europa, serve all'Italia       | «Більше Європи, Італії це потрібно»   | [ 45 ] [ 46 ] |
| Разом                                                    | Insieme è meglio                   | «Разом краще»                         | [ 47 ] [ 48 ] |
| Популярний громадський список (англ. Popular Civic List) | Il vaccino contro gli incompetenti | «Вакцина проти некомпетентних»        | [ 49 ] [ 50 ] |
| Потужність народу (англ. Power to the People)            | Potere al Popolo                   | «Влада людям»                         | [ 51 ] [ 52 ] |
| італ. CasaPound Italy                                    | Vota più forte che puoi            | «Голосувати так сильно, як ви можете» | [ 53 ] [ 54 ] |

### Передвиборні дебати
На відміну від багатьох інших західних країн, в Італії виборчі дебати між лідерами партій не є настільки поширеною практикою перед загальними виборами;  Фактично остання дискусія між двома головними кандидатами на прем'єрство не проходила з часу загальних виборів 2006 року між Сільвіо Берлусконі та Романо Проді. в останні роки, за рідкісним винятком, майже кожен політичний діяч повинен був заперечував свою участь у передвиборчих дебатах з іншими кандидатами, віддаючи перевагу інтерв'ю з телеведучими і журналістами.

## Нова виборча система

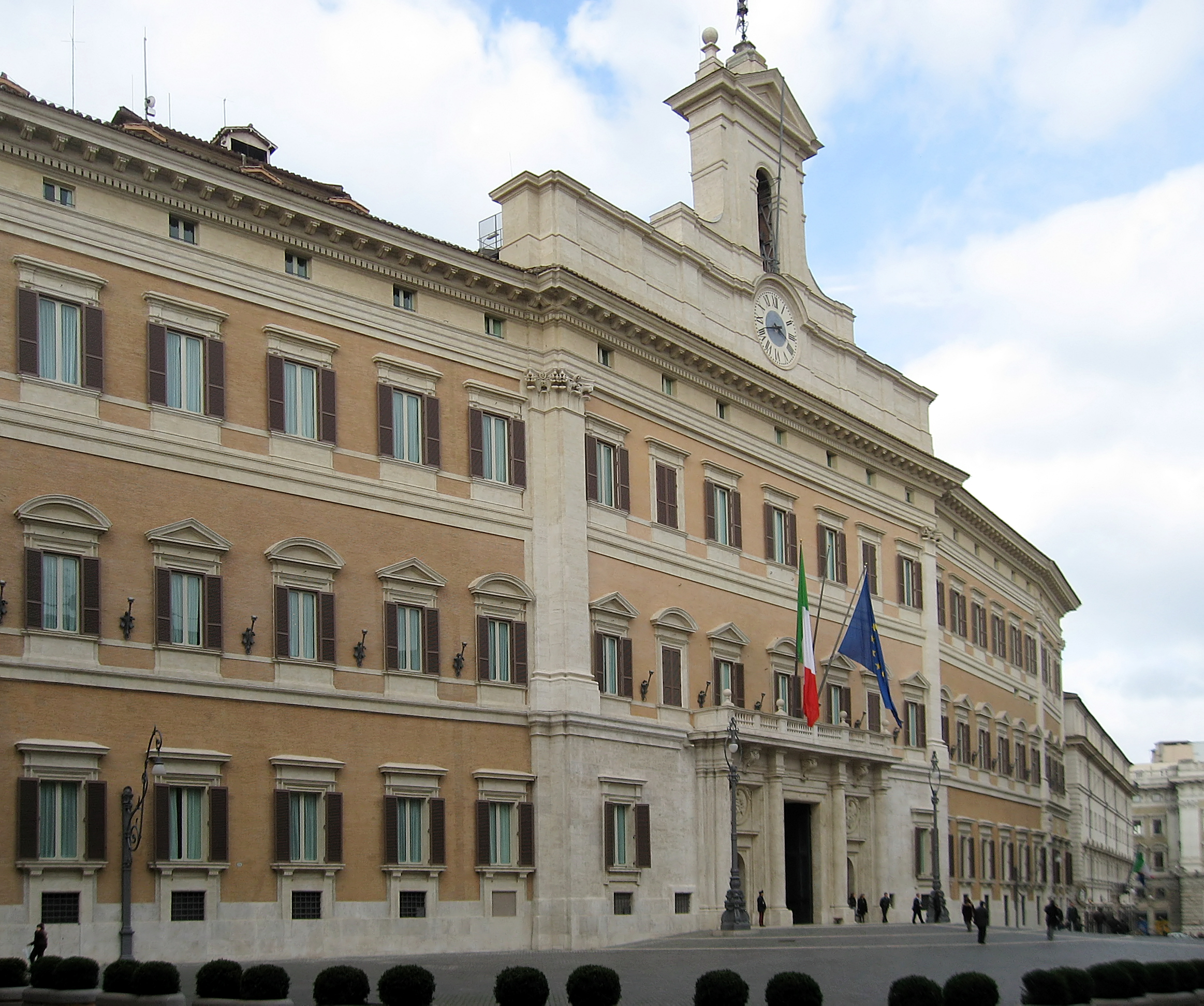
Палаццо Монтечіторіо, резиденція палати депутатів

В результаті конституційного референдуму 2016 року та двох різних вироків Конституційного суду, виборче законодавство в обох палатах італійського парламенту неоднакове. У жовтні 2017 року PD, AP, FI, LN та незначні партії домовилися про новий виборчий закон,, який був схвалений палатою депутатів із 375 голосами «за» і «проти» 215 і Сенату з 214 голосами проти 61. Реформі протистояли М5С, МДП, СІ, ФДІ та незначними партіями.
Усі 630 депутатів будуть обиратися наступним чином
- 232 — в одномандатних виборчих округах, більшістю голосів;
- 386 — у багатомандатному виборчому окрузі, за національно-пропорційного представництва;
- 12 — у багатомандатних виборчих округах (за кордоном) за виборчими округами, пропорційно представництво округу.

Усі 315 сенаторів будуть обиратися наступним чином:
- 116 — в одномандатних виборчих округах, більшістю голосів;
- 193 — у багатомандатному виборчому окрузі, за національно-пропорційного представництва;
- 6 — у багатомандатних виборчих округах (за кордоном) за виборчими округами, пропорційно представництво округу.

Невелика, змінна кількість сенаторів довічно також будуть членами Сенату.

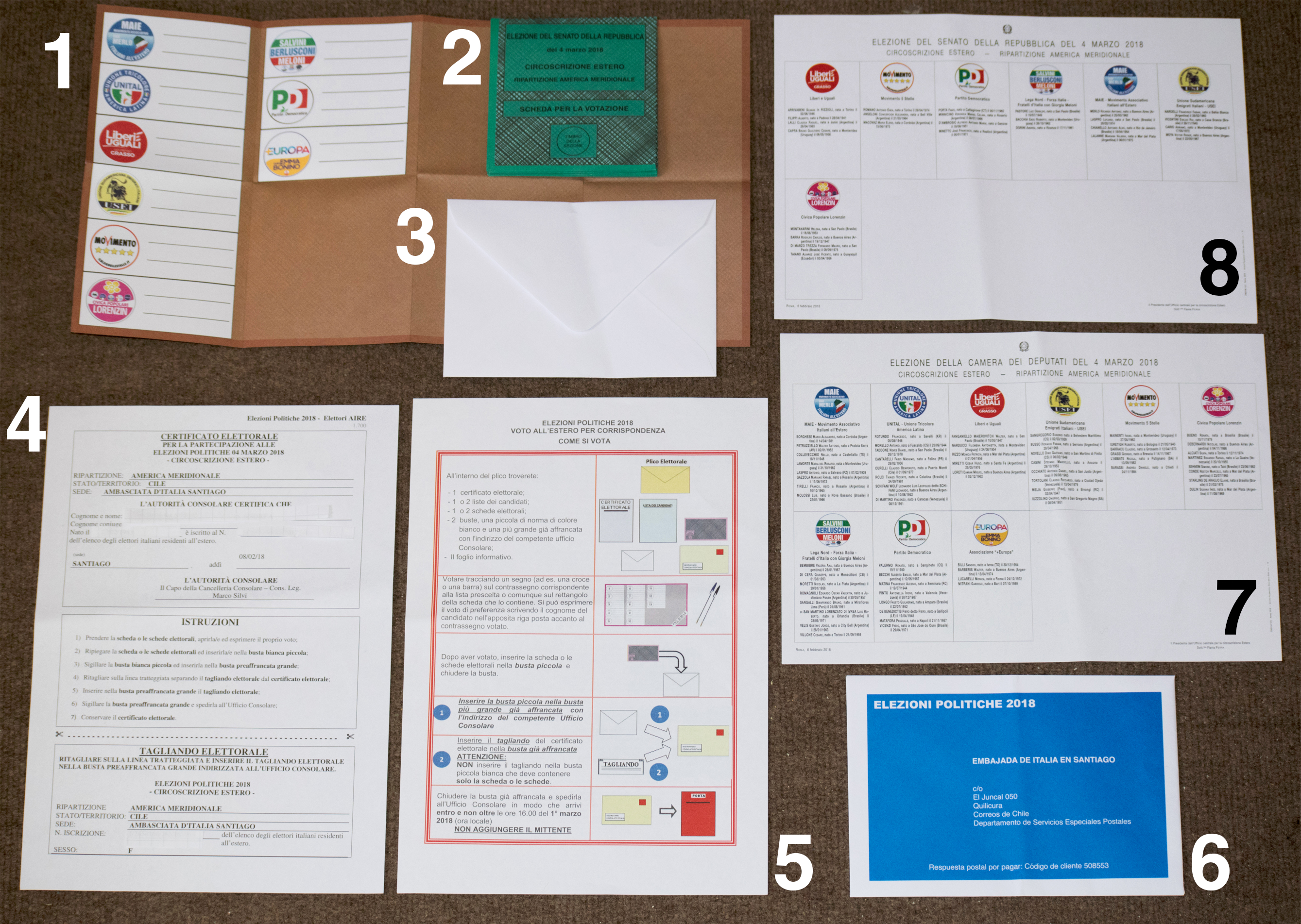
Виборчий пакет відправлений для італійський виборців у Південній Америці.

Італійські громадяни в бюлетені обиратимуть одного кандидата серед більшості у виборчому окрузі та за партійними списками. У кожному одномандатному виборчому окрузі депутат/сенатор обирається на основі більшості, а місця в багатомандатних виборчих округах буде виділено на національному рівні. Для того, щоб зарахували результати голосування в одномандатних виборчих округах партії повинні отримати щонайменше 1 % від загальнодержавного голосування. Для отримання місць у багатомандатному виборчому окрузі, партіям необхідно отримати не менше 3 % голосів по всій державі. Обрані з багатомандатних виборчих округів прийдуть із закритих списків
Виборець зможе віддати свій голос трьома різними способами:
- Нанесення знаку на символ списку: у цьому випадку голосування поширюється на кандидата в одномандатному окрузі, який підтримується цим списком.
- Нанесення знаку на ім'я кандидата в одномандатному виборчому окрузі та іншої на символі одного списку, який підтримує його: результат такий же, як описано вище; до того ж виборець не може голосувати одночасно за кандидатів по мажоритарних округах та за списком, який не пов'язаний з ним.
- Нанесення знака лише за назвою кандидата для виборчого округу FPTP, без зазначення списку: в цьому випадку голосування є дійсним для кандидата в одномандатному виборчому окрузі, а також автоматично поширюється в список, який підтримує його; якщо цей кандидат, однак, пов'язаний з кількома списками, голосування поділяється пропорційно між ними, виходячи з голосів, отриманих кожним у цьому виборчому окрузі.

## Коаліції та партії
Наступна Таблиця містить коаліції та партії, які беруть участь у багатомандатному виборчому окрузі.
| Партія                                   | Основна ідеологія        | Лідер              |
| ---------------------------------------- | ------------------------ | ------------------ |
| Демократична партія (Італія) (PD)        | Соціал-демократія        | Маттео Ренці       |
| More Europe (+E)                         | Лібералізм               | Емма Боніно        |
| Вперед (I)                               | Прогресивізм             | Джуліо Сантагата   |
| Громадський список (СР)                  | Популярність             | Беатріче Лоренцін  |
| SVP–PATT                                 | Регіоналізм              | Філіп Ахаммер      |
| Долина Аоста (VdA)                       | Регіоналізм              | Алісія Фавр        |
| Вперед, Італія (2013) (FI)               | Ліберальний консерватизм | Сільвіо Берлусконі |
| Ліга Півночі (L)                         | Популізм                 | Маттео Сальвіні    |
| Брати Італії — Національний альянс (FdI) | Націонал-консерватизм    | Джорджія Мелоні    |
| Нам з Італією (NcI)                      | Християнська демократія  | Раффаеле Фітто     |
| Рух п'яти зірок (M5S)                    | Популізм                 | Луїджі Ді Майо     |
| Вільно і рівно (LeU)                     | Соціал-демократія        | П'єтро Грассо      |
| Italian Republican Party–ALA (PRI–ALA)   | Лібералізм               | Corrado Saponaro   |
| Power to the People (PaP)                | Комунізм                 | Viola Carofalo     |
| CasaPound Italy (CPI)                    | Neo-fascism              | Simone Di Stefano  |
| The People of Family (PdF)               | Соціальний консерватизм  | Mario Adinolfi     |
| Комуністична партія (PC)                 | Комунізм                 | Marco Rizzo        |
| Italy for the Italians (IaI)             | Неофашизм                | Роберто Фіоре      |
| Для революційно лівих (PuSR)             | Комунізм                 | Marco Ferrando     |
| 10 Times Better (10VM)                   | Лібералізм               | Андреа Дюзі        |
| Народний список для Конституції (LdP)    | Протидія корупції        | Антоніо Індріа     |

## Опитування громадської думки

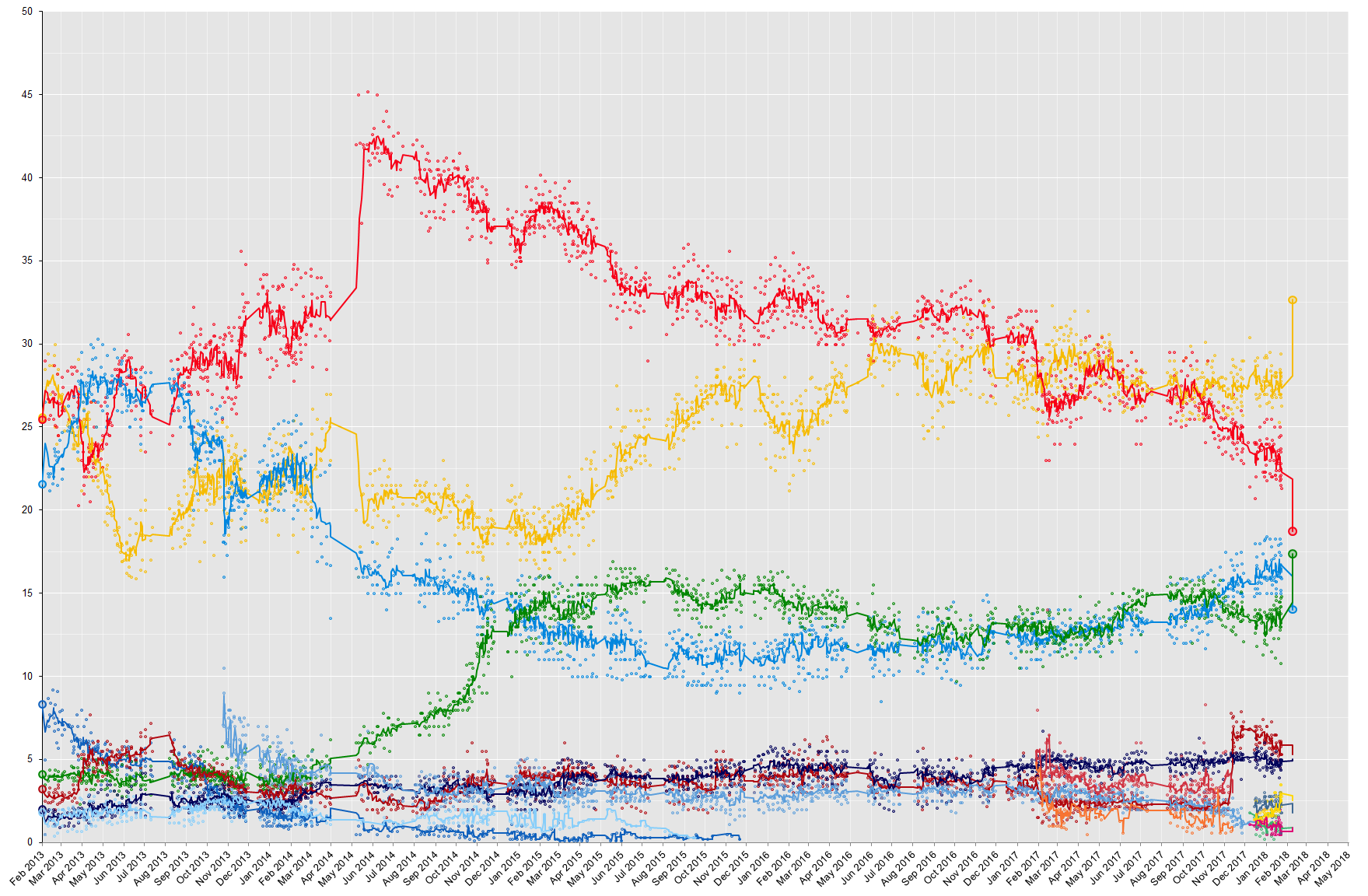
6-точки середньої лінії тренду опитування результати від 25 лютого 2013 року досі, кожен рядок відповідної політичної партії.
PD
M5S
PdL/FI
SC
NCD/AP
LN
SEL/SI
FdI
UdC
MDP
CP
LeU
I
CP
NcI

## Результати виборів до Палати депутатів

### Загальні підсумки
|                          |                                                          |                                                          |                                                          |                 |                 |                 |                    |                    |                    |                      |                      |                      |                          |      |
| Коаліції                 | Коаліції                                                 | Партії                                                   | Партії                                                   | Пропорціонально | Пропорціонально | Пропорціонально | Перший-після-після | Перший-після-після | Перший-після-після | Італійці за кордоном | Італійці за кордоном | Італійці за кордоном | Загальна кількість місць | +/–  |
| Коаліції                 | Коаліції                                                 | Партії                                                   | Партії                                                   | Голосів         | %               | Місць           | Голосів            | %                  | Місць              | Голосів              | %                    | Місць                | Загальна кількість місць | +/–  |
|                          | Правоцентристська коаліція                               |                                                          | Ліга Півночі (L)                                         | 5,691,921       | 17.37           | 73              | 12,147,611         | 37.00              | 53                 | 232,078              | 21.49                | 3                    | 126                      | +108 |
|                          | Правоцентристська коаліція                               | Вперед, Італія (2013) (FI)                               | 4,590,774                                                | 14.01           | 59              | 42              | 12,147,611         | 37.00              | 101                | 232,078              | 21.49                | 3                    | +3                       |      |
|                          | Правоцентристська коаліція                               | Брати Італії — Національний альянс (FdI)                 | 1,426,564                                                | 4.35            | 19              | 14              | 12,147,611         | 37.00              | 33                 | 232,078              | 21.49                | 3                    | +24                      |      |
|                          | Правоцентристська коаліція                               | Us with Italy (NcI)                                      | 428,298                                                  | 1.30            | 0               | 0               | 12,147,611         | 37.00              | 11,845             | 1.09                 | 0                    | 0                    | New                      |      |
| Загальна кількість місць | Загальна кількість місць                                 | Загальна кількість місць                                 | Загальна кількість місць                                 | 151             |                 |                 | 111                |                    |                    | 3                    | 265                  | −                    |                          |      |
|                          | Рух п'яти зірок (M5S)                                    | Рух п'яти зірок (M5S)                                    | Рух п'яти зірок (M5S)                                    | 10,697,994      | 32.66           | 133             | 10,727,567         | 32.68              | 93                 | 188,933              | 17.50                | 1                    | 227                      | +119 |
|                          | Лівоцентристська коаліція                                |                                                          | Демократична партія (Італія) (PD)                        | 6,101,836       | 18.72           | 86              | 7,497,814          | 22.85              | 26                 | 285,429              | 26.44                | 5                    | 117                      | −180 |
|                          | Лівоцентристська коаліція                                | Більше Європи (+E)                                       | 836,837                                                  | 2.55            | 0               | 0               | 7,497,814          | 22.85              | 60,859             | 5.63                 | 1                    | 1                    | New                      |      |
|                          | Лівоцентристська коаліція                                | Разом (I)                                                | 196,766                                                  | 0.60            | 0               | 0               | 7,497,814          | 22.85              | Н/Д                | Н/Д                  | 0                    | 0                    | New                      |      |
|                          | Лівоцентристська коаліція                                | Популярний громадський список (CP)                       | 177,825                                                  | 0.54            | 0               | 0               | 7,497,814          | 22.85              | 30.375             | 2.81                 | 0                    | 0                    | New                      |      |
|                          | Лівоцентристська коаліція                                | SVP–PATT                                                 | 134,651                                                  | 0.41            | 2               | 2               | 7,497,814          | 22.85              | Н/Д                | Н/Д                  | 0                    | 4                    | −1                       |      |
| Загальна кількість місць | Загальна кількість місць                                 | Загальна кількість місць                                 | Загальна кількість місць                                 | 88              |                 |                 | 28                 |                    |                    | 6                    | 122                  | −                    |                          |      |
|                          | Воля та рівність (Італія) (LeU)                          | Воля та рівність (Італія) (LeU)                          | Воля та рівність (Італія) (LeU)                          | 1,109,198       | 3.38            | 14              | 1,113,369          | 3.39               | 0                  | 61,714               | 5.71                 | 0                    | 14                       | New  |
|                          | Асоціативний рух італійців за кордоном (MAIE)            | Асоціативний рух італійців за кордоном (MAIE)            | Асоціативний рух італійців за кордоном (MAIE)            | Н/Д             | Н/Д             | 0               | Н/Д                | Н/Д                | 0                  | 104,538              | 9.68                 | 1                    | 1                        | −1   |
|                          | Італійські емігранти Південноамериканського союзу (USEI) | Італійські емігранти Південноамериканського союзу (USEI) | Італійські емігранти Південноамериканського союзу (USEI) | Н/Д             | Н/Д             | 0               | Н/Д                | Н/Д                | 0                  | 65,363               | 6.05                 | 1                    | 1                        | ±0   |
| РАЗОМ                    | РАЗОМ                                                    | РАЗОМ                                                    | РАЗОМ                                                    | РАЗОМ           | РАЗОМ           | РАЗОМ           | РАЗОМ              | РАЗОМ              | РАЗОМ              | РАЗОМ                | РАЗОМ                | РАЗОМ                | 630                      | –    |

### Пропорційно
| Учасник                                                                           | Голосів    | %      | Місць |
| --------------------------------------------------------------------------------- | ---------- | ------ | ----- |
| Рух П'яти Зірок                                                                   | 10 697 994 | 32,66  | 133   |
| Демократична Партія                                                               | 6 134 727  | 18,72  | 86    |
| Ліга                                                                              | 5 691 921  | 17,37  | 73    |
| Форца Італія                                                                      | 4 590 774  | 14,01  | 59    |
| Брати Італії                                                                      | 1 426 564  | 4,35   | 19    |
| Вільні та рівні                                                                   | 1 109 198  | 3,38   | 14    |
| Більше Європи                                                                     | 836837     | 2.55   | 0     |
| Нам з Італією                                                                     | 428298     | 1.30   | 0     |
| Влада народу                                                                      | 370320     | 1.13   | 0     |
| CasaPound Італія                                                                  | 310793     | 0.94   | 0     |
| Люди сімейні                                                                      | 218866     | 0.66   | 0     |
| Разом                                                                             | 196766     | 0.60   | 0     |
| Популярний Цивільний Список                                                       | 177825     | 0.54   | 0     |
| SVP–PATT                                                                          | 134651     | 0.41   | 2     |
| Італія для італійців                                                              | 126207     | 0.38   | 0     |
| Комуністична партія Італії (КПІ)                                                  | 106182     | 0.32   | 0     |
| Людська сторона                                                                   | 47953      | 0.14   | 0     |
| В 10 разів краще                                                                  | 36959      | 0.11   | 0     |
| Для революційних лівих                                                            | 29176      | 0.08   | 0     |
| Italian Republican Party–ALA                                                      | 20943      | 0.06   | 0     |
| Велика Північ                                                                     | 19846      | 0.06   | 0     |
| Autodetermination                                                                 | 19 307     | 0.06   | 0     |
| People's List for the Constitution                                                | 9,689      | 0.02   | 0     |
| Pact for the Autonomy                                                             | 7,079      | 0.02   | 0     |
| National Bloc for Freedoms                                                        | 3,553      | 0.01   | 0     |
| Siamo                                                                             | 1,428      | 0.00   | 0     |
| Renaissance–MIR                                                                   | 772        | 0.00   | 0     |
| Italy in the Heart                                                                | 574        | 0.00   | 0     |
| Разом                                                                             | 32 755 044 | 100,00 | 386   |
| Недійсні / порожні / непризначені голоси                                          | 1 161 416  | 3,42   | –     |
| Загальна кількість голосів                                                        | 33 916 460 | 72,93  | –     |
| Зареєстровано виборців                                                            | 46 505 499 | –      | –     |
| Джерело: Ministry of the Interior [Архівовано 11 березня 2018 у Wayback Machine.] |            |        |       |

### Перший-після-після
| Партії та коаліції                                                                | Голосів    | %      | Місць |
| --------------------------------------------------------------------------------- | ---------- | ------ | ----- |
| Правоцентристська коаліція                                                        | 12,147,611 | 37.00  | 111   |
| Рух п'яти зірок                                                                   | 10,727,567 | 32.68  | 93    |
| Лівоцентристська коаліція                                                         | 7,502,056  | 22.85  | 28    |
| Вільні та рівні                                                                   | 1,113,969  | 3.39   | 0     |
| Влада народу                                                                      | 372,022    | 1.13   | 0     |
| CasaPound Італія                                                                  | 312,192    | 0.95   | 0     |
| Люди сімейні                                                                      | 219,535    | 0.66   | 0     |
| Італія для італійців                                                              | 125,903    | 0.38   | 0     |
| Комуністична партія                                                               | 106,748    | 0.32   | 0     |
| Людська Сторона                                                                   | 47,953     | 0.14   | 0     |
| У 10 разів краще                                                                  | 37,325     | 0.11   | 0     |
| Інші                                                                              |            |        | 0     |
| Разом                                                                             | 32 825 399 | 100.00 | 232   |
| Недійсні / порожні / непризначені голосів                                         | 1 091 061  | 3,22   | –     |
| Загальна кількість голосів                                                        | 33 916 460 | 72,93  | –     |
| Зареєстровано виборців                                                            | 46,505,499 | –      | –     |
| Джерело: Ministry of the Interior [Архівовано 11 березня 2018 у Wayback Machine.] |            |        |       |

### Італійці за кордоном
Дванадцять членів Палати депутатів обирають італійці за кордоном. Два члена обираються на території Північної Америки і Центральної Америки (включаючи велику частину Карибського моря), чотири представника від Південної Америки (включаючи Тринідад і Тобаго), п'яти членів від Європи, і один член для решти світу (Азії, Африки, Океанії та Антарктиди). Виборці в цих регіонах обирають списки кандидатів, і можуть також віддати перевагу при голосуванні за окремих кандидатів. Місця розподіляються за пропорційною системою.
Виборчий закон дозволяє партіям утворювати різні коаліції в списках за кордоном, порівняно зі списками в Італії. На виборах 2018 року ця свобода використовувалася Forza Italia, Lega та Братами Італії для формування єдиного списку для виборчих округів за кордоном.
| Демократична Партія                               |                                           |   |   |
| Інтернет–ЛН–ПІІ                                   |                                           |   |   |
| Асоціативне Рух Італійців За Кордоном             |                                           |   |   |
| Рух П'яти Зірок                                   |                                           |   |   |
| Південноамериканські Італійських Емігрантів Союзу |                                           |   |   |
| Популярні Цивільний Список                        |                                           |   |   |
| Більше Європи                                     |                                           |   |   |
| Безкоштовні рейси в Італію                        |                                           |   |   |
| Вільними і рівними                                |                                           |   |   |
| Рух Свободи                                       |                                           |   |   |
| Нам з Італії                                      |                                           |   |   |
| Італійська Республіканська партія–аля             |                                           |   |   |
| Латинська Америка Триколор Союзу                  |                                           |   |   |
| Недійсні / порожні / непризначені голосів         | Недійсні / порожні / непризначені голосів | – | – |
| Загальна                                          |                                           |   |   |
| Зареєстрованих виборців / явка                    | Зареєстрованих виборців / явка            | – |   |
| Джерело: Міністерство внутрішніх справ.           |                                           |   |   |

## Результати голосування до Сенату Республіки

### Загальні результати
|                            |                                          |        |        |             |             |             |                     |                     |                     |                 |                 |                 |             |     |
| Коаліції                   | Коаліції                                 | Партії | Партії | Пропорційно | Пропорційно | Пропорційно | First-past-the-post | First-past-the-post | First-past-the-post | Italians abroad | Italians abroad | Italians abroad | РАЗОМ seats | +/– |
| Коаліції                   | Коаліції                                 | Партії | Партії | Votes       | %           | Seats       | Votes               | %                   | Seats               | Votes           | %               | Seats           | РАЗОМ seats | +/– |
| Лівоцентристська коаліція  | Демократична партія (Італія) (PD)        |        |        |             |             |             |                     |                     |                     |                 |                 |                 |             |     |
| Лівоцентристська коаліція  | Popular Civic List (CP)                  |        |        |             |             |             |                     |                     |                     |                 |                 |                 |             |     |
| Лівоцентристська коаліція  | More Europe (+E)                         |        |        |             |             |             |                     |                     |                     |                 |                 |                 |             |     |
| Лівоцентристська коаліція  | Together (I)                             |        |        |             |             |             |                     |                     |                     |                 |                 |                 |             |     |
| Лівоцентристська коаліція  | SVP–PATT                                 |        |        |             |             |             |                     |                     |                     |                 |                 |                 |             |     |
| Лівоцентристська коаліція  | Aosta Valley (VdA)                       |        |        |             |             |             |                     |                     |                     |                 |                 |                 |             |     |
| Лівоцентристська коаліція  | Total seats                              |        |        |             |             |             |                     |                     |                     |                 |                 |                 |             |     |
| Правоцентристська коаліція | Вперед, Італія (2013) (FI)               |        |        |             |             |             |                     |                     |                     |                 |                 |                 |             |     |
| Правоцентристська коаліція | Ліга Півночі (L)                         |        |        |             |             |             |                     |                     |                     |                 |                 |                 |             |     |
| Правоцентристська коаліція | Брати Італії — Національний альянс (FdI) |        |        |             |             |             |                     |                     |                     |                 |                 |                 |             |     |
| Правоцентристська коаліція | Us with Italy (NcI)                      |        |        |             |             |             |                     |                     |                     |                 |                 |                 |             |     |
| Правоцентристська коаліція | Total seats                              |        |        |             |             |             |                     |                     |                     |                 |                 |                 |             |     |
| Рух п'яти зірок (M5S)      |                                          |        |        |             |             |             |                     |                     |                     |                 |                 |                 |             |     |
| Free and Equal (LeU)       |                                          |        |        |             |             |             |                     |                     |                     |                 |                 |                 |             |     |
| Total                      | Total                                    | Total  | Total  | Total       | Total       | Total       | Total               | Total               | Total               | Total           | Total           | Total           | 315         | –   |

### Пропорційно
| Демократична Партія                       |                                           |   |   |
| Рух П'яти Зірок                           |                                           |   |   |
| Форца Італія                              |                                           |   |   |
| Ліга                                      |                                           |   |   |
| Брати Італії                              |                                           |   |   |
| Вільними і рівними                        |                                           |   |   |
| Нам з Італії                              |                                           |   |   |
| Більше Європи                             |                                           |   |   |
| Популярні Цивільний Список                |                                           |   |   |
| Разом                                     |                                           |   |   |
| Влада народу                              |                                           |   |   |
| CasaPound Італія                          |                                           |   |   |
| Люди сімейні                              |                                           |   |   |
| КПРФ                                      |                                           |   |   |
| Італія для італійців                      |                                           |   |   |
| Для революційних лівих                    |                                           |   |   |
| В 10 Разів Краще                          |                                           |   |   |
| Список народу по Конституції              |                                           |   |   |
| Загальна                                  |                                           |   |   |
| Недійсні / порожні / непризначені голосів | Недійсні / порожні / непризначені голосів | – | – |
| Загальна                                  | Загальна                                  | – | – |
| Зареєстрованих виборців / явка            | Зареєстрованих виборців / явка            | – |   |
| Джерело:                                  |                                           |   |   |

### Італійці за кордоном
| Демократична Партія                               |                                           |   |   |
| Інтернет–ЛН–ПІІ                                   |                                           |   |   |
| Асоціативне Рух Італійців За Кордоном             |                                           |   |   |
| Рух П'яти Зірок                                   |                                           |   |   |
| Південноамериканські Італійських Емігрантів Союзу |                                           |   |   |
| Популярні Цивільний Список                        |                                           |   |   |
| Більше Європи                                     |                                           |   |   |
| Безкоштовні рейси в Італію                        |                                           |   |   |
| Вільними і рівними                                |                                           |   |   |
| Рух Свободи                                       |                                           |   |   |
| Нам з Італії                                      |                                           |   |   |
| Італійська Республіканська партія–аля             |                                           |   |   |
| Латинська Америка Триколор Союзу                  |                                           |   |   |
| Недійсні / порожні / непризначені голосів         | Недійсні / порожні / непризначені голосів | – | – |
| Загальна                                          |                                           |   |   |
| Зареєстрованих виборців / явка                    | Зареєстрованих виборців / явка            | – |   |
| Джерело: Міністерство внутрішніх справ.           |                                           |   |   |